# Popis trigonometrijskih jednakosti
Trigonometrijske jednakosti pokazuju poveznice između pojedinih trigonometrijskih funkcija. Ti izrazi su istiniti za svaku odabranu vrijednost određene varijable (kuta ili nekog drugog broja). Kako su trigonometrijske funkcije međusobno povezane pomoću vrijednosti jedne, moguće je izraziti neku drugu funkciju. Jednakosti se koriste za pojednostavljenje izraza koji uključuju trigonometrijske funkcije. 

## Nazivlje

### Kutovi
Nazivi kutova se daju prema slovima grčkog alfabeta kao što su alfa (α), beta (β), gama (γ), delta (δ) i theta (θ).  Mjerne jedinice za mjerenje kutova su stupnjevi, radijani i gradi:
1 puni krug  = 360 stupnjeva = 2{\displaystyle \pi } radijana  =  400 gradi.
Sljedeća tablica prikazuje pretvorbu mjernih jedinica za određene veličine kutova:
| Stupnjevi | 30°                                 | 60°                                 | 120°                                 | 150°                                 | 210°                                 | 240°                                 | 300°                                 | 330°                                  |
| Radijani  | {\displaystyle {\frac {\pi }{6}}\!} | {\displaystyle {\frac {\pi }{3}}\!} | {\displaystyle {\frac {2\pi }{3}}\!} | {\displaystyle {\frac {5\pi }{6}}\!} | {\displaystyle {\frac {7\pi }{6}}\!} | {\displaystyle {\frac {4\pi }{3}}\!} | {\displaystyle {\frac {5\pi }{3}}\!} | {\displaystyle {\frac {11\pi }{6}}\!} |
| Gradi     | 33⅓                                 | 66⅔                                 | 133⅓                                 | 166⅔                                 | 233⅓                                 | 266⅔                                 | 333⅓                                 | 366⅔                                  |
|           |                                     |                                     |                                      |                                      |                                      |                                      |                                      |                                       |
| Stupnjevi | 45°                                 | 90°                                 | 135°                                 | 180°                                 | 225°                                 | 270°                                 | 315°                                 | 360°                                  |
| Radijani  | {\displaystyle {\frac {\pi }{4}}\!} | {\displaystyle {\frac {\pi }{2}}\!} | {\displaystyle {\frac {3\pi }{4}}\!} | {\displaystyle \pi \!}               | {\displaystyle {\frac {5\pi }{4}}\!} | {\displaystyle {\frac {3\pi }{2}}\!} | {\displaystyle {\frac {7\pi }{4}}\!} | {\displaystyle 2\pi \!}               |
| Gradi     | 50                                  | 100                                 | 150                                  | 200                                  | 250                                  | 300                                  | 350                                  | 400                                   |

Kutovi se u trigonometriji najčešće izražavaju u radijanima i to bez mjerne jedinice, stupnjevi s oznakom ° se manje koriste, a gradi izrazito rijetko.

### Trigonometrijske funkcije
Primarne trigonometrijske funkcije su sinus i kosinus kuta.  Sinus se označava sa sinθ, a kosinus s cosθ pri čemu je θ naziv kuta.
Tangens (tg, tan) kuta je omjer sinusa i kosinusa:
{\displaystyle \operatorname {tg} \theta ={\frac {\sin \theta }{\cos \theta }}.}
S druge strane, imamo i recipročne funkcije pri čemu je kosinusu recipročan sekans (sec), sinusu kosekans(csc, cosec), a tangensu kotangens (ctg, cot):
{\displaystyle \sec \theta ={\frac {1}{\cos \theta }},\quad \csc \theta ={\frac {1}{\sin \theta }},\quad \operatorname {ctg} \theta ={\frac {1}{\operatorname {tg} \theta }}={\frac {\cos \theta }{\sin \theta }}.}

### Inverzne funkcije
Inverzne trigonometrijske funkcije ili arkus funkcije su inverzne funkcije trigonometrijskim funkcijama.  Prema tome imamo, arkus sinus (arcsin, asin) je inverzna funkcija sinusnoj funkciji, pri čemu vrijedi da je
{\displaystyle \sin(\arcsin x)=x\!}
i
{\displaystyle \arcsin(\sin \theta )=\theta \quad {\text{za }}-\pi /2\leq \theta \leq \pi /2.}
U sljedećoj tablici su prikazane i druge komplementarne inverzne funkcije i kratice:
| Trigonometrijska funkcija          | Sinus                                          | Kosinus                                        | Tangens                                       | Sekans                                         | Kosekans                                       | Kotangens                                      |
| Kratica                            | {\displaystyle \operatorname {sin} \theta }    | {\displaystyle \operatorname {cos} \theta }    | {\displaystyle \operatorname {tg} \theta }    | {\displaystyle \operatorname {sec} \theta }    | {\displaystyle \operatorname {csc} \theta }    | {\displaystyle \operatorname {ctg} \theta }    |
| Inverzna trigonometrijska funkcija | Arkus sinus                                    | Arkus kosinus                                  | Arkus tangens                                 | Arkus sekans                                   | Arkus kosekans                                 | Arkus kotangens                                |
| Kratica                            | {\displaystyle \operatorname {arcsin} \theta } | {\displaystyle \operatorname {arccos} \theta } | {\displaystyle \operatorname {arctg} \theta } | {\displaystyle \operatorname {arcsec} \theta } | {\displaystyle \operatorname {arccsc} \theta } | {\displaystyle \operatorname {arcctg} \theta } |

## Pitagorina trigonometrijska jednakost
Pitagorina trigonometrijska jednakost ili temeljni identitet trigonometrije je jedna od osnovnih trigonometrijskih jednakosti i prikazuje odnos između sinusa i kosinusa:
{\displaystyle \cos ^{2}\theta +\sin ^{2}\theta =1\!}
gdje cos2 θ znači (cos(θ))2 i sin2 θ znači (sin(θ))2.
Izraz je u biti izvedenica Pitagorinog poučka i proizilazi iz jednakosti {\displaystyle x^{2}+y^{2}=1\!\ }
koja vrijedi za jediničnu kružnicu.  Ova jednadžba može biti riješena za sinus i za kosinus:
{\displaystyle \sin \theta =\pm {\sqrt {1-\cos ^{2}\theta }}\quad {\text{i}}\quad \cos \theta =\pm {\sqrt {1-\sin ^{2}\theta }}.\,}

### Povezane jednakosti
Podijelivši Pitagorinu jednakost s cos2 θ ili sa sin2 θ dobivamo sljedeće dvije jednakosti:
{\displaystyle 1+\operatorname {tg} ^{2}\theta =\sec ^{2}\theta \quad {\text{i}}\quad 1+\operatorname {ctg} ^{2}\theta =\csc ^{2}\theta .\!}
Koristeći navedene jednakosti te omjere koji su korišteni pri definiranju trigonometrijskih funkcija, mogu se izvesti trigonometrijske jednakosti gdje je jedna trigonometrijska funkcija prikazana pomoću druge:
| in terms of                                    | {\displaystyle \sin \theta \!}                                           | {\displaystyle \cos \theta \!}                                           | {\displaystyle \operatorname {tg} \theta \!}                                                         | {\displaystyle \csc \theta \!}                                           | {\displaystyle \sec \theta \!}                                           | {\displaystyle \operatorname {ctg} \theta \!}                                                          |
| ---------------------------------------------- | ------------------------------------------------------------------------ | ------------------------------------------------------------------------ | --- | ------------------------------------------------------------------------ | ------------------------------------------------------------------------ | --- |
| {\displaystyle \sin \theta =\!}                | {\displaystyle \sin \theta \ }                                           | {\displaystyle \pm {\sqrt {1-\cos ^{2}\theta }}\!}                       | {\displaystyle \pm {\frac {\operatorname {tg} \theta }{\sqrt {1+\operatorname {tg} ^{2}\theta }}}\!} | {\displaystyle {\frac {1}{\csc \theta }}\!}                              | {\displaystyle \pm {\frac {\sqrt {\sec ^{2}\theta -1}}{\sec \theta }}\!} | {\displaystyle \pm {\frac {1}{\sqrt {1+\operatorname {ctg} ^{2}\theta }}}\!}                           |
| {\displaystyle \cos \theta =\!}                | {\displaystyle \pm {\sqrt {1-\sin ^{2}\theta }}\!}                       | {\displaystyle \cos \theta \!}                                           | {\displaystyle \pm {\frac {1}{\sqrt {1+\operatorname {tg} ^{2}\theta }}}\!}                          | {\displaystyle \pm {\frac {\sqrt {\csc ^{2}\theta -1}}{\csc \theta }}\!} | {\displaystyle {\frac {1}{\sec \theta }}\!}                              | {\displaystyle \pm {\frac {\operatorname {ctg} \theta }{\sqrt {1+\operatorname {ctg} ^{2}\theta }}}\!} |
| {\displaystyle \operatorname {tg} \theta =\!}  | {\displaystyle \pm {\frac {\sin \theta }{\sqrt {1-\sin ^{2}\theta }}}\!} | {\displaystyle \pm {\frac {\sqrt {1-\cos ^{2}\theta }}{\cos \theta }}\!} | {\displaystyle \operatorname {tg} \theta \!}                                                         | {\displaystyle \pm {\frac {1}{\sqrt {\csc ^{2}\theta -1}}}\!}            | {\displaystyle \pm {\sqrt {\sec ^{2}\theta -1}}\!}                       | {\displaystyle {\frac {1}{\operatorname {ctg} \theta }}\!}                                             |
| {\displaystyle \csc \theta =\!}                | {\displaystyle {\frac {1}{\sin \theta }}\!}                              | {\displaystyle \pm {\frac {1}{\sqrt {1-\cos ^{2}\theta }}}\!}            | {\displaystyle \pm {\frac {\sqrt {1+\operatorname {tg} ^{2}\theta }}{\operatorname {tg} \theta }}\!} | {\displaystyle \csc \theta \!}                                           | {\displaystyle \pm {\frac {\sec \theta }{\sqrt {\sec ^{2}\theta -1}}}\!} | {\displaystyle \pm {\sqrt {1+\operatorname {ctg} ^{2}\theta }}\!}                                      |
| {\displaystyle \sec \theta =\!}                | {\displaystyle \pm {\frac {1}{\sqrt {1-\sin ^{2}\theta }}}\!}            | {\displaystyle {\frac {1}{\cos \theta }}\!}                              | {\displaystyle \pm {\sqrt {1+\operatorname {tg} ^{2}\theta }}\!}                                     | {\displaystyle \pm {\frac {\csc \theta }{\sqrt {\csc ^{2}\theta -1}}}\!} | {\displaystyle \sec \theta \!}                                           | {\displaystyle \pm {\frac {\sqrt {1+\operatorname {ctg} ^{2}\theta }}{\operatorname {ctg} \theta }}\!} |
| {\displaystyle \operatorname {ctg} \theta =\!} | {\displaystyle \pm {\frac {\sqrt {1-\sin ^{2}\theta }}{\sin \theta }}\!} | {\displaystyle \pm {\frac {\cos \theta }{\sqrt {1-\cos ^{2}\theta }}}\!} | {\displaystyle {\frac {1}{\operatorname {tg} \theta }}\!}                                            | {\displaystyle \pm {\sqrt {\csc ^{2}\theta -1}}\!}                       | {\displaystyle \pm {\frac {1}{\sqrt {\sec ^{2}\theta -1}}}\!}            | {\displaystyle \operatorname {ctg} \theta \!}                                                          |

## Ostale funkcije korištene u prošlosti
Pojedine trigonometrijske fukcije više nisu u uporabi. Versinus, koversinus, haversinus i eksekans su se koristile pri navigaciji, a haversinusna formula se koristila za računanje udaljenosti dviju točaka na sferi.
| Ime            | Kratica | Vrijednost                                              |
| -------------- | --- | ------------------------------------------------------- |
| Versinus       | {\displaystyle \operatorname {versin} (\theta )} {\displaystyle \operatorname {vers} (\theta )} {\displaystyle \operatorname {ver} (\theta )} | {\displaystyle 1-\cos(\theta )}                         |
| Verkosinus     | {\displaystyle \operatorname {vercosin} (\theta )}                                                                                            | {\displaystyle 1+\cos(\theta )}                         |
| Koversinus     | {\displaystyle \operatorname {coversin} (\theta )} {\displaystyle \operatorname {cvs} (\theta )}                                              | {\displaystyle 1-\sin(\theta )}                         |
| Koverkosinus   | {\displaystyle \operatorname {covercosin} (\theta )}                                                                                          | {\displaystyle 1+\sin(\theta )}                         |
| Haversinus     | {\displaystyle \operatorname {haversin} (\theta )}                                                                                            | {\displaystyle {\frac {1-\cos(\theta )}{2}}}            |
| Haverkosinus   | {\displaystyle \operatorname {havercosin} (\theta )}                                                                                          | {\displaystyle {\frac {1+\cos(\theta )}{2}}}            |
| Hakoversinus   | {\displaystyle \operatorname {hacoversin} (\theta )}                                                                                          | {\displaystyle {\frac {1-\sin(\theta )}{2}}}            |
| Hakoverkosinus | {\displaystyle \operatorname {hacovercosin} (\theta )}                                                                                        | {\displaystyle {\frac {1+\sin(\theta )}{2}}}            |
| Eksekans       | {\displaystyle \operatorname {exsec} (\theta )}                                                                                               | {\displaystyle \sec(\theta )-1}                         |
| Ekskosekans    | {\displaystyle \operatorname {excsc} (\theta )}                                                                                               | {\displaystyle \csc(\theta )-1}                         |
| Tetiva         | {\displaystyle \operatorname {crd} (\theta )}                                                                                                 | {\displaystyle 2\sin \left({\frac {\theta }{2}}\right)} |

## Simetrija, pomak i periodičnost
Proučavajući jediničnu kružnicu mogu se uvidjeti pojedina svojstva trigonometrijske kružnice kao što su simetrija, razni pomaci i periodičnost funkcija. Formule u sljedeće dvije tablice se često nazivaju formule redukcije.

### Simetrija
Kada neku trigonometrijsku funkciju odbijemo za određeni kut (npr. π,π/2) rezultat često bude neka druga trigonometrijska funkcija.
| Odbitak za {\displaystyle \theta =0} | Odbitak za {\displaystyle \theta =\pi /2} | Odbitak za {\displaystyle \theta =\pi } |
| --- | --- | --- |
| {\displaystyle {\begin{aligned}\sin(-\theta )&=-\sin \theta \\\cos(-\theta )&=+\cos \theta \\\operatorname {tg} (-\theta )&=-\operatorname {tg} \theta \\\csc(-\theta )&=-\csc \theta \\\sec(-\theta )&=+\sec \theta \\\operatorname {ctg} (-\theta )&=-\operatorname {ctg} \theta \end{aligned}}} | {\displaystyle {\begin{aligned}\sin({\tfrac {\pi }{2}}-\theta )&=+\cos \theta \\\cos({\tfrac {\pi }{2}}-\theta )&=+\sin \theta \\\operatorname {tg} ({\tfrac {\pi }{2}}-\theta )&=+\operatorname {ctg} \theta \\\csc({\tfrac {\pi }{2}}-\theta )&=+\sec \theta \\\sec({\tfrac {\pi }{2}}-\theta )&=+\csc \theta \\\operatorname {ctg} ({\tfrac {\pi }{2}}-\theta )&=+\operatorname {tg} \theta \end{aligned}}} | {\displaystyle {\begin{aligned}\sin(\pi -\theta )&=+\sin \theta \\\cos(\pi -\theta )&=-\cos \theta \\\operatorname {tg} (\pi -\theta )&=-\operatorname {tg} \theta \\\csc(\pi -\theta )&=+\csc \theta \\\sec(\pi -\theta )&=-\sec \theta \\\operatorname {ctg} (\pi -\theta )&=-\operatorname {ctg} \theta \\\end{aligned}}} |

### Pomaci i periodičnost
Pomicanjem funkcije za određeni kut također se kao rezultat dobije neka druga trigonometrijska funkcija koja rezultat prikaže jednostavnije. To možemo vidjeti u primjerima pomaka za
π/2, π i 2π radijana. S obzirom na to da su trigonomterijeske funkcije periodične, ovisno o funkciji za π (tangens i kotangens funkcija) ili 2π (sinus i kosinus funkcija), tada nova funkcija poprima istu vrijednost.
| Pomak za π/2 | Pomak za π Period for tan and cot | Pomak za 2π Period for sin, cos, csc and sec |
| --- | --- | --- |
| {\displaystyle {\begin{aligned}\sin(\theta +{\tfrac {\pi }{2}})&=+\cos \theta \\\cos(\theta +{\tfrac {\pi }{2}})&=-\sin \theta \\\operatorname {tg} (\theta +{\tfrac {\pi }{2}})&=-\operatorname {ctg} \theta \\\csc(\theta +{\tfrac {\pi }{2}})&=+\sec \theta \\\sec(\theta +{\tfrac {\pi }{2}})&=-\csc \theta \\\operatorname {ctg} (\theta +{\tfrac {\pi }{2}})&=-\operatorname {tg} \theta \end{aligned}}} | {\displaystyle {\begin{aligned}\sin(\theta +\pi )&=-\sin \theta \\\cos(\theta +\pi )&=-\cos \theta \\\operatorname {tg} (\theta +\pi )&=+\operatorname {tg} \theta \\\csc(\theta +\pi )&=-\csc \theta \\\sec(\theta +\pi )&=-\sec \theta \\\operatorname {ctg} (\theta +\pi )&=+\operatorname {ctg} \theta \\\end{aligned}}} | {\displaystyle {\begin{aligned}\sin(\theta +2\pi )&=+\sin \theta \\\cos(\theta +2\pi )&=+\cos \theta \\\operatorname {tg} (\theta +2\pi )&=+\operatorname {tg} \theta \\\csc(\theta +2\pi )&=+\csc \theta \\\sec(\theta +2\pi )&=+\sec \theta \\\operatorname {ctg} (\theta +2\pi )&=+\operatorname {ctg} \theta \end{aligned}}} |

## Zbroj i razlika kutova
Ove trigonometrijske jednakosti se nazivaju adicijske formule. Otkrio ih je prezijski matematičar Abū al-Wafā' Būzjānī u 10. stoljeću. Eulerova formula može pomoći pri dokazivanju ovih jednakosti.
| Sinus         | {\displaystyle \sin(\alpha \pm \beta )=\sin \alpha \cos \beta \pm \cos \alpha \sin \beta \!}                                                                                       |
| Kosinus       | {\displaystyle \cos(\alpha \pm \beta )=\cos \alpha \cos \beta \mp \sin \alpha \sin \beta \,}                                                                                       |
| Tangens       | {\displaystyle \operatorname {tg} (\alpha \pm \beta )={\frac {\operatorname {tg} \alpha \pm \operatorname {tg} \beta }{1\mp \operatorname {tg} \alpha \operatorname {tg} \beta }}} |
| Arkus sinus   | {\displaystyle \arcsin \alpha \pm \arcsin \beta =\arcsin(\alpha {\sqrt {1-\beta ^{2}}}\pm \beta {\sqrt {1-\alpha ^{2}}})}                                                          |
| Arkus kosinus | {\displaystyle \arccos \alpha \pm \arccos \beta =\arccos(\alpha \beta \mp {\sqrt {(1-\alpha ^{2})(1-\beta ^{2})}})}                                                                |
| Arkus tangens | {\displaystyle \operatorname {arctg} \alpha \pm \operatorname {arctg} \beta =\operatorname {arctg} \left({\frac {\alpha \pm \beta }{1\mp \alpha \beta }}\right)}                   |

### Matrični oblik
Trigonometrijske formule zbroja i razlike za sinus i kosinus mogu biti zapisani u obliku matrice.
{\displaystyle {\begin{aligned}&{}\quad \left({\begin{array}{rr}\cos \phi &-\sin \phi \\\sin \phi &\cos \phi \end{array}}\right)\left({\begin{array}{rr}\cos \theta &-\sin \theta \\\sin \theta &\cos \theta \end{array}}\right)\\[12pt]&=\left({\begin{array}{rr}\cos \phi \cos \theta -\sin \phi \sin \theta &-\cos \phi \sin \theta -\sin \phi \cos \theta \\\sin \phi \cos \theta +\cos \phi \sin \theta &-\sin \phi \sin \theta +\cos \phi \cos \theta \end{array}}\right)\\[12pt]&=\left({\begin{array}{rr}\cos(\theta +\phi )&-\sin(\theta +\phi )\\\sin(\theta +\phi )&\cos(\theta +\phi )\end{array}}\right)\end{aligned}}}

### Sinus i kosinus zbroja beskonačno mnogo veličina
{\displaystyle \sin \left(\sum _{i=1}^{\infty }\theta _{i}\right)=\sum _{{\text{odd}}\ k\geq 1}(-1)^{(k-1)/2}\sum _{\begin{smallmatrix}A\subseteq \{\,1,2,3,\dots \,\}\\\left|A\right|=k\end{smallmatrix}}\left(\prod _{i\in A}\sin \theta _{i}\prod _{i\not \in A}\cos \theta _{i}\right)}
{\displaystyle \cos \left(\sum _{i=1}^{\infty }\theta _{i}\right)=\sum _{{\text{even}}\ k\geq 0}~(-1)^{k/2}~~\sum _{\begin{smallmatrix}A\subseteq \{\,1,2,3,\dots \,\}\\\left|A\right|=k\end{smallmatrix}}\left(\prod _{i\in A}\sin \theta _{i}\prod _{i\not \in A}\cos \theta _{i}\right)}

### Tangens zbroja konačno mnogo veličina
Neka je {\displaystyle e_{k}\,} (za k ∈ {0, ..., n}) k-ti stupanj osnovnog simetričnog polinoma pri čemu je
{\displaystyle x_{i}=\operatorname {tg} \theta _{i}\,}
za i ∈ {0, ..., n} pa slijedi
{\displaystyle {\begin{aligned}e_{0}&=1\\[6pt]e_{1}&=\sum _{1\leq i\leq n}x_{i}&&=\sum _{1\leq i\leq n}\operatorname {tg} \theta _{i}\\[6pt]e_{2}&=\sum _{1\leq i<j\leq n}x_{i}x_{j}&&=\sum _{1\leq i<j\leq n}\operatorname {tg} \theta _{i}\operatorname {tg} \theta _{j}\\[6pt]e_{3}&=\sum _{1\leq i<j<k\leq n}x_{i}x_{j}x_{k}&&=\sum _{1\leq i<j<k\leq n}\operatorname {tg} \theta _{i}\operatorname {tg} \theta _{j}\operatorname {tg} \theta _{k}\\&{}\ \ \vdots &&{}\ \ \vdots \end{aligned}}}
Tada vrijedi da je
{\displaystyle \operatorname {tg} (\theta _{1}+\cdots +\theta _{n})={\frac {e_{1}-e_{3}+e_{5}-\cdots }{e_{0}-e_{2}+e_{4}-\cdots }},\!}
u ovisnosti o broju n.
Na primjer:
{\displaystyle {\begin{aligned}\operatorname {tg} (\theta _{1}+\theta _{2})&={\frac {e_{1}}{e_{0}-e_{2}}}={\frac {x_{1}+x_{2}}{1\ -\ x_{1}x_{2}}}={\frac {\operatorname {tg} \theta _{1}+\operatorname {tg} \theta _{2}}{1\ -\ \operatorname {tg} \theta _{1}\operatorname {tg} \theta _{2}}},\\\\\operatorname {tg} (\theta _{1}+\theta _{2}+\theta _{3})&={\frac {e_{1}-e_{3}}{e_{0}-e_{2}}}={\frac {(x_{1}+x_{2}+x_{3})\ -\ (x_{1}x_{2}x_{3})}{1\ -\ (x_{1}x_{2}+x_{1}x_{3}+x_{2}x_{3})}},\\\\\operatorname {tg} (\theta _{1}+\theta _{2}+\theta _{3}+\theta _{4})&={\frac {e_{1}-e_{3}}{e_{0}-e_{2}+e_{4}}}\\\\&={\frac {(x_{1}+x_{2}+x_{3}+x_{4})\ -\ (x_{1}x_{2}x_{3}+x_{1}x_{2}x_{4}+x_{1}x_{3}x_{4}+x_{2}x_{3}x_{4})}{1\ -\ (x_{1}x_{2}+x_{1}x_{3}+x_{1}x_{4}+x_{2}x_{3}+x_{2}x_{4}+x_{3}x_{4})\ +\ (x_{1}x_{2}x_{3}x_{4})}},\end{aligned}}}
i tako dalje.  Navedena jednakost se može dokazati matematičkom indukcijom.

### Sekans i kosekans zbroja konačno mnogo veličina
{\displaystyle {\begin{aligned}\sec(\theta _{1}+\cdots +\theta _{n})&={\frac {\sec \theta _{1}\cdots \sec \theta _{n}}{e_{0}-e_{2}+e_{4}-\cdots }}\\[8pt]\csc(\theta _{1}+\cdots +\theta _{n})&={\frac {\sec \theta _{1}\cdots \sec \theta _{n}}{e_{1}-e_{3}+e_{5}-\cdots }}\end{aligned}}}
gdje je {\displaystyle e_{k}\,} k-ti stupanj osnovnog simetričnog polinoma za n varijabla xi = tan θi, i = 1, ..., n, a broj veličina u nazivniku ovisi o  n.
Na primjer,
{\displaystyle {\begin{aligned}\sec(\alpha +\beta +\gamma )&={\frac {\sec \alpha \sec \beta \sec \gamma }{1-\operatorname {tg} \alpha \operatorname {tg} \beta -\operatorname {tg} \alpha \operatorname {tg} \gamma -\operatorname {tg} \beta \operatorname {tg} \gamma }}\\[8pt]\csc(\alpha +\beta +\gamma )&={\frac {\sec \alpha \sec \beta \sec \gamma }{\operatorname {tg} \alpha +\operatorname {tg} \beta +\operatorname {tg} \gamma -\operatorname {tg} \alpha \operatorname {tg} \beta \operatorname {tg} \gamma }}\end{aligned}}}

## Jednakosti za višestruke kutove
| Tn je n-ti Čebiševljev polinom                                 | {\displaystyle \cos n\theta =T_{n}(\cos \theta )\,}                               |
| Sn je n-ti polinom širine                                      | {\displaystyle \sin ^{2}n\theta =S_{n}(\sin ^{2}\theta )\,}                       |
| De Moivreova formula, {\displaystyle i} je imaginarna jedinica | {\displaystyle \cos n\theta +i\sin n\theta =(\cos(\theta )+i\sin(\theta ))^{n}\,} |

### Trigonomterijske jednakosti dvostrukih, trostrukih i polovičnih kutova
| Formule dvostrukog kuta | Formule dvostrukog kuta | Formule dvostrukog kuta | Formule dvostrukog kuta |
| --- | ----------------------- | ----------------------- | ----------------------- |
| {\displaystyle {\begin{aligned}\sin 2\theta &=2\sin \theta \cos \theta ={\frac {2\operatorname {tg} \theta }{1+\operatorname {tg} ^{2}\theta }}\end{aligned}}} {\displaystyle {\begin{aligned}\cos 2\theta =\cos ^{2}\theta -\sin ^{2}\theta =2\cos ^{2}\theta -1=1-2\sin ^{2}\theta ={\frac {1-\operatorname {tg} ^{2}\theta }{1+\operatorname {tg} ^{2}\theta }}\end{aligned}}} {\displaystyle \operatorname {tg} 2\theta ={\frac {2\operatorname {tg} \theta }{1-\operatorname {tg} ^{2}\theta }}\!} {\displaystyle \operatorname {ctg} 2\theta ={\frac {\operatorname {ctg} ^{2}\theta -1}{2\operatorname {ctg} \theta }}\!} |                         |                         |                         |
| Formule trostrukog kuta |                         |                         |                         |
| {\displaystyle {\begin{aligned}\sin 3\theta &=3\cos ^{2}\theta \sin \theta -\sin ^{3}\theta &=3\sin \theta -4\sin ^{3}\theta \end{aligned}}} {\displaystyle {\begin{aligned}\cos 3\theta &=\cos ^{3}\theta -3\sin ^{2}\theta \cos \theta &=4\cos ^{3}\theta -3\cos \theta \end{aligned}}} {\displaystyle \operatorname {tg} 3\theta ={\frac {3\operatorname {tg} \theta -\operatorname {tg} ^{3}\theta }{1-3\operatorname {tg} ^{2}\theta }}\!} {\displaystyle \operatorname {ctg} 3\theta ={\frac {3\operatorname {ctg} \theta -\operatorname {ctg} ^{3}\theta }{1-3\operatorname {ctg} ^{2}\theta }}\!} |                         |                         |                         |
| Formule polovičnog kuta |                         |                         |                         |
| {\displaystyle \sin {\frac {\theta }{2}}=\pm \,{\sqrt {\frac {1-\cos \theta }{2}}}} {\displaystyle \cos {\frac {\theta }{2}}=\pm \,{\sqrt {\frac {1+\cos \theta }{2}}}} {\displaystyle \operatorname {tg} {\frac {\theta }{2}}=\csc \theta -\operatorname {ctg} \theta =\pm \,{\sqrt {1-\cos \theta \over 1+\cos \theta }}={\frac {\sin \theta }{1+\cos \theta }}={\frac {1-\cos \theta }{\sin \theta }}} {\displaystyle \operatorname {tg} {\frac {\eta +\theta }{2}}={\frac {\sin \eta +\sin \theta }{\cos \eta +\cos \theta }}} {\displaystyle \operatorname {tg} \left({\frac {\theta }{2}}+{\frac {\pi }{4}}\right)=\sec \theta +\operatorname {tg} \theta } {\displaystyle {\sqrt {\frac {1-\sin \theta }{1+\sin \theta }}}={\frac {1-\operatorname {tg} (\theta /2)}{1+\operatorname {tg} (\theta /2)}}} {\displaystyle \operatorname {tg} {\tfrac {1}{2}}\theta ={\frac {\operatorname {tg} \theta }{1+{\sqrt {1+\operatorname {tg} ^{2}\theta }}}}{\mbox{za}}\quad \theta \in \left(-{\tfrac {\pi }{2}},{\tfrac {\pi }{2}}\right)} {\displaystyle \operatorname {ctg} {\frac {\theta }{2}}=\csc \theta +\operatorname {ctg} \theta =\pm \,{\sqrt {1+\cos \theta \over 1-\cos \theta }}={\frac {\sin \theta }{1-\cos \theta }}={\frac {1+\cos \theta }{\sin \theta }}} |                         |                         |                         |

### Sinus, kosinus i tangens višestrukih kutova
{\displaystyle \sin n\theta =\sum _{k=0}^{n}{\binom {n}{k}}\cos ^{k}\theta \,\sin ^{n-k}\theta \,\sin \left({\frac {1}{2}}(n-k)\pi \right)}
{\displaystyle \cos n\theta =\sum _{k=0}^{n}{\binom {n}{k}}\cos ^{k}\theta \,\sin ^{n-k}\theta \,\cos \left({\frac {1}{2}}(n-k)\pi \right)}
{\displaystyle \operatorname {tg} \,(n{+}1)\theta ={\frac {\operatorname {tg} n\theta +\operatorname {tg} \theta }{1-\operatorname {tg} n\theta \,\operatorname {tg} \theta }}.}
{\displaystyle \operatorname {ctg} \,(n{+}1)\theta ={\frac {\operatorname {ctg} n\theta \,\operatorname {ctg} \theta -1}{\operatorname {ctg} n\theta +\operatorname {ctg} \theta }}.}

### Čebiševljeva metoda
Čebiševljeva metoda je rekurzivni algoritam za nalaženje formula n-tih višestrukih kutova poznavajući (n − 1)-te i (n − 2)-te formule.
{\displaystyle \cos nx=2\cdot \cos x\cdot \cos(n-1)x-\cos(n-2)x\,}
{\displaystyle \sin nx=2\cdot \cos x\cdot \sin(n-1)x-\sin(n-2)x\,}
{\displaystyle \operatorname {tg} nx={\frac {H+K\operatorname {tg} x}{K-H\operatorname {tg} x}}\,}
gdje je H/K = tan(n − 1)x.

### Tangens prosjeka
{\displaystyle \operatorname {tg} \left({\frac {\alpha +\beta }{2}}\right)={\frac {\sin \alpha +\sin \beta }{\cos \alpha +\cos \beta }}=-\,{\frac {\cos \alpha -\cos \beta }{\sin \alpha -\sin \beta }}}
Ako su α ili β jednaki 0 tada dobivamo formulu za tangens polovičnog kuta.

### Vièteov beskonačni produkt
{\displaystyle \cos \left({\theta  \over 2}\right)\cdot \cos \left({\theta  \over 4}\right)\cdot \cos \left({\theta  \over 8}\right)\cdots =\prod _{n=1}^{\infty }\cos \left({\theta  \over 2^{n}}\right)={\sin(\theta ) \over \theta }=\operatorname {sinc} \,\theta .}

## Jednakosti potenciranih trigonometrijskih funkcija
| Sinus                                                                                        | Kosinus                                                                                      | Druge |
| -------------------------------------------------------------------------------------------- | -------------------------------------------------------------------------------------------- | --- |
| {\displaystyle \sin ^{2}\theta ={\frac {1-\cos 2\theta }{2}}\!}                              | {\displaystyle \cos ^{2}\theta ={\frac {1+\cos 2\theta }{2}}\!}                              | {\displaystyle \sin ^{2}\theta \cos ^{2}\theta ={\frac {1-\cos 4\theta }{8}}\!}                                 |
| {\displaystyle \sin ^{3}\theta ={\frac {3\sin \theta -\sin 3\theta }{4}}\!}                  | {\displaystyle \cos ^{3}\theta ={\frac {3\cos \theta +\cos 3\theta }{4}}\!}                  | {\displaystyle \sin ^{3}\theta \cos ^{3}\theta ={\frac {3\sin 2\theta -\sin 6\theta }{32}}\!}                   |
| {\displaystyle \sin ^{4}\theta ={\frac {3-4\cos 2\theta +\cos 4\theta }{8}}\!}               | {\displaystyle \cos ^{4}\theta ={\frac {3+4\cos 2\theta +\cos 4\theta }{8}}\!}               | {\displaystyle \sin ^{4}\theta \cos ^{4}\theta ={\frac {3-4\cos 4\theta +\cos 8\theta }{128}}\!}                |
| {\displaystyle \sin ^{5}\theta ={\frac {10\sin \theta -5\sin 3\theta +\sin 5\theta }{16}}\!} | {\displaystyle \cos ^{5}\theta ={\frac {10\cos \theta +5\cos 3\theta +\cos 5\theta }{16}}\!} | {\displaystyle \sin ^{5}\theta \cos ^{5}\theta ={\frac {10\sin 2\theta -5\sin 6\theta +\sin 10\theta }{512}}\!} |

Za izvode potencija sinus i kosinusa kuta se koriste De Moivreova formula, Eulerov poučak i binomni poučak.
|                                                    | Kosinus | Sinus |
| -------------------------------------------------- | --- | --- |
| {\displaystyle {\text{ako je }}n{\text{ neparan}}} | {\displaystyle \cos ^{n}\theta ={\frac {2}{2^{n}}}\sum _{k=0}^{\frac {n-1}{2}}{\binom {n}{k}}\cos {((n-2k)\theta )}}                                                | {\displaystyle \sin ^{n}\theta ={\frac {2}{2^{n}}}\sum _{k=0}^{\frac {n-1}{2}}(-1)^{({\frac {n-1}{2}}-k)}{\binom {n}{k}}\sin {((n-2k)\theta )}}                                              |
| {\displaystyle {\text{ako je }}n{\text{ paran}}}   | {\displaystyle \cos ^{n}\theta ={\frac {1}{2^{n}}}{\binom {n}{\frac {n}{2}}}+{\frac {2}{2^{n}}}\sum _{k=0}^{{\frac {n}{2}}-1}{\binom {n}{k}}\cos {((n-2k)\theta )}} | {\displaystyle \sin ^{n}\theta ={\frac {1}{2^{n}}}{\binom {n}{\frac {n}{2}}}+{\frac {2}{2^{n}}}\sum _{k=0}^{{\frac {n}{2}}-1}(-1)^{({\frac {n}{2}}-k)}{\binom {n}{k}}\cos {((n-2k)\theta )}} |

## Formule pretvorbi umnoška u zbroj i zbroja u umnožak
| Umnožak u zbroj                                                                                   |
| ------------------------------------------------------------------------------------------------- |
| {\displaystyle \cos \theta \cos \varphi ={\cos(\theta -\varphi )+\cos(\theta +\varphi ) \over 2}} |
| {\displaystyle \sin \theta \sin \varphi ={\cos(\theta -\varphi )-\cos(\theta +\varphi ) \over 2}} |
| {\displaystyle \sin \theta \cos \varphi ={\sin(\theta +\varphi )+\sin(\theta -\varphi ) \over 2}} |
| {\displaystyle \cos \theta \sin \varphi ={\sin(\theta +\varphi )-\sin(\theta -\varphi ) \over 2}} |

| Zbroj u umnožak |
| --- |
| {\displaystyle \sin \theta \pm \sin \varphi =2\sin \left({\frac {\theta \pm \varphi }{2}}\right)\cos \left({\frac {\theta \mp \varphi }{2}}\right)} |
| {\displaystyle \cos \theta +\cos \varphi =2\cos \left({\frac {\theta +\varphi }{2}}\right)\cos \left({\frac {\theta -\varphi }{2}}\right)}          |
| {\displaystyle \cos \theta -\cos \varphi =-2\sin \left({\theta +\varphi \over 2}\right)\sin \left({\theta -\varphi \over 2}\right)}                 |

### Druge povezane jednakosti
Ako su x, y i z bilo kojeg trokuta, tada vrijedi
{\displaystyle {\text{ako je zbroj }}x+y+z=\pi ={\text{polukrug,}}\,}
{\displaystyle {\text{onda je }}\operatorname {tg} (x)+\operatorname {tg} (y)+\operatorname {tg} (z)=\operatorname {tg} (x)\operatorname {tg} (y)\operatorname {tg} (z).\,}
odnosno
{\displaystyle {\text{ako je zbroj }}x+y+z=\pi ={\text{polukrug,}}\,}
{\displaystyle {\text{onda je }}\sin(2x)+\sin(2y)+\sin(2z)=4\sin(x)\sin(y)\sin(z).\,}

### Hermiteova kotangensova jednakost
Charles Hermite je pokazao da vrijedi određena jednakost  gdje su varijable a1, ..., an kompleksni brojevi.  Neka je
{\displaystyle A_{n,k}=\prod _{\begin{smallmatrix}1\leq j\leq n\\j\neq k\end{smallmatrix}}\operatorname {ctg} (a_{k}-a_{j})}
te u slučaju kada je A1,1, dobiva se prazan produkt, koji je jednak  1. Općenito se dobiva sljedeća vrijednost:
{\displaystyle \operatorname {ctg} (z-a_{1})\cdots \operatorname {ctg} (z-a_{n})=\cos {\frac {n\pi }{2}}+\sum _{k=1}^{n}A_{n,k}\operatorname {ctg} (z-a_{k}).}
U najjednostavnijem slučaju za n = 2 vrijedi: 
{\displaystyle \operatorname {ctg} (z-a_{1})\operatorname {ctg} (z-a_{2})=-1+\operatorname {ctg} (a_{1}-a_{2})\operatorname {ctg} (z-a_{1})+\operatorname {ctg} (a_{2}-a_{1})\operatorname {ctg} (z-a_{2}).}

### Ptolemejev teorem
Ove jednakosti predstavljaju trigonometrijski oblik ptolomejevog teorema.
{\displaystyle {\text{Ako su }}w+x+y+z=\pi ={\text{polukrug,}}\,}
{\displaystyle {\begin{aligned}{\text{tada vrijedi }}&\sin(w+x)\sin(x+y)\\&{}=\sin(x+y)\sin(y+z)\\&{}=\sin(y+z)\sin(z+w)\\&{}=\sin(z+w)\sin(w+x)=\sin(w)\sin(y)+\sin(x)\sin(z).\end{aligned}}}

## Linearne kombinacije
Bilo koja linearna kombinacija sinusnih valova istih perioda ili frekvencija s različitim faznim pomacima je također sinusni val s istom periodom ili frekvencijom s različitim faznim pomakom. Kod nenulte linearne kombinacije sinusnog i kosinusnog vala
, se dobiva
{\displaystyle a\sin x+b\cos x={\sqrt {a^{2}+b^{2}}}\cdot \sin(x+\varphi )\,}
gdje je
{\displaystyle \varphi ={\begin{cases}\arcsin \left({\frac {b}{\sqrt {a^{2}+b^{2}}}}\right)&{\text{ako je }}a\geq 0,\\\pi -\arcsin \left({\frac {b}{\sqrt {a^{2}+b^{2}}}}\right)&{\text{ako je }}a<0,\end{cases}}}
što je ekvivalentno s
{\displaystyle \varphi =\operatorname {arctg} \left({\frac {b}{a}}\right)+{\begin{cases}0&{\text{ako je }}a\geq 0,\\\pi &{\text{ako je }}a<0,\end{cases}}}
ili čak s
{\displaystyle \varphi ={\text{sgn}}(b)\cos ^{-1}\left({\tfrac {a}{\sqrt {a^{2}+b^{2}}}}\right)}
Općenito za proizvoljan fazni pomak vrijedi
{\displaystyle a\sin x+b\sin(x+\alpha )=c\sin(x+\beta )\,}
gdje je
{\displaystyle c={\sqrt {a^{2}+b^{2}+2ab\cos \alpha }},\,}
i
{\displaystyle \beta =\operatorname {arctg} \left({\frac {b\sin \alpha }{a+b\cos \alpha }}\right)+{\begin{cases}0&{\text{ako je }}a+b\cos \alpha \geq 0,\\\pi &{\text{ako je }}a+b\cos \alpha <0.\end{cases}}}

## Lagrangeove trigonometrijske jednakosti
Ove jednakosti su ime dobili po Josephu Louisu Lagrangeu.
{\displaystyle {\begin{aligned}\sum _{n=1}^{N}\sin n\theta &={\frac {1}{2}}\operatorname {ctg} \theta -{\frac {\cos(N+{\frac {1}{2}})\theta }{2\sin {\frac {1}{2}}\theta }}\\\sum _{n=1}^{N}\cos n\theta &=-{\frac {1}{2}}+{\frac {\sin(N+{\frac {1}{2}})\theta }{2\sin {\frac {1}{2}}\theta }}\end{aligned}}}
S njima je povezana funkcija koja se naziva Dirichletova jezgra. 
{\displaystyle 1+2\cos(x)+2\cos(2x)+2\cos(3x)+\cdots +2\cos(nx)={\frac {\sin \left(\left(n+{\frac {1}{2}}\right)x\right)}{\sin(x/2)}}.}

## Ostali oblici zbrojeva trigonometrijskih funkcija
Zbroj sinusa i kosinusa s varijablama u aritmetičkom nizu
:
{\displaystyle {\begin{aligned}&\sin {\varphi }+\sin {(\varphi +\alpha )}+\sin {(\varphi +2\alpha )}+\cdots {}\\[8pt]&{}\qquad \qquad \cdots +\sin {(\varphi +n\alpha )}={\frac {\sin {\left({\frac {(n+1)\alpha }{2}}\right)}\cdot \sin {(\varphi +{\frac {n\alpha }{2}})}}{\sin {\frac {\alpha }{2}}}}.\\[10pt]&\cos {\varphi }+\cos {(\varphi +\alpha )}+\cos {(\varphi +2\alpha )}+\cdots {}\\[8pt]&{}\qquad \qquad \cdots +\cos {(\varphi +n\alpha )}={\frac {\sin {\left({\frac {(n+1)\alpha }{2}}\right)}\cdot \cos {(\varphi +{\frac {n\alpha }{2}})}}{\sin {\frac {\alpha }{2}}}}.\end{aligned}}}
Za bilo koji a i b vrijedi:
{\displaystyle a\cos(x)+b\sin(x)={\sqrt {a^{2}+b^{2}}}\cos(x-\operatorname {atan2} \,(b,a))\;}
gdje je atan2(y, x) poopćenje funkcije arctan(y/x) koja pokriva cijeli kružni opseg.
Koristeći Gudermannovu funkciju koja povezuje cirkularne i hiperbolne trigonometrijske funkcije bez korištenja kompleksnih brojeva može se iskoristiti sljedeći izraz:
{\displaystyle \operatorname {tg} (x)+\sec(x)=\operatorname {tg} \left({x \over 2}+{\pi  \over 4}\right).}
Ako su x, y i z ako su kutovi bilo kojeg trokuta odnosno x + y + z = π, tada je
{\displaystyle \operatorname {ctg} (x)\operatorname {ctg} (y)+\operatorname {ctg} (y)\operatorname {ctg} (z)+\operatorname {ctg} (z)\operatorname {ctg} (x)=1.\,}

## Određene linearne frakcionalne transformacije
Ako je ƒ(x) dan linearnom frakcionalnom transformacijom
{\displaystyle f(x)={\frac {(\cos \alpha )x-\sin \alpha }{(\sin \alpha )x+\cos \alpha }},}
i slično tome
{\displaystyle g(x)={\frac {(\cos \beta )x-\sin \beta }{(\cos \beta )x+\sin \beta }},}
tada vrijedi
{\displaystyle f(g(x))=g(f(x))={\frac {(\cos(\alpha +\beta ))x-\sin(\alpha +\beta )}{(\sin(\alpha +\beta ))x+\cos(\alpha +\beta )}}.}
Kraće rečeno, ako je za sve α funkcija ƒα baš ta gore prikazana funkcija ƒ tada vrijedi da je
{\displaystyle f_{\alpha }\circ f_{\beta }=f_{\alpha +\beta }.\,}

## Jednakosti inverznih trigonometrijskih funkcija
{\displaystyle \arcsin(x)+\arccos(x)=\pi /2\;}
{\displaystyle \operatorname {arctg} (x)+\operatorname {arcctg} (x)=\pi /2.\;}
{\displaystyle \operatorname {arctg} (x)+\operatorname {arctg} (1/x)=\left\{{\begin{matrix}\pi /2,&{\mbox{ako je }}x>0\\-\pi /2,&{\mbox{ako je }}x<0\end{matrix}}\right.}

### Kompozicija trigonometrijskih i inverznih trigonometrijskih funkcija
| {\displaystyle \sin[\arccos(x)]={\sqrt {1-x^{2}}}\,}                         | {\displaystyle \operatorname {tg} [\arcsin(x)]={\frac {x}{\sqrt {1-x^{2}}}}}  |
| {\displaystyle \sin[\operatorname {arctg} (x)]={\frac {x}{\sqrt {1+x^{2}}}}} | {\displaystyle \operatorname {tg} [\arccos(x)]={\frac {\sqrt {1-x^{2}}}{x}}}  |
| {\displaystyle \cos[\operatorname {arctg} (x)]={\frac {1}{\sqrt {1+x^{2}}}}} | {\displaystyle \operatorname {ctg} [\arcsin(x)]={\frac {\sqrt {1-x^{2}}}{x}}} |
| {\displaystyle \cos[\arcsin(x)]={\sqrt {1-x^{2}}}\,}                         | {\displaystyle \operatorname {ctg} [\arccos(x)]={\frac {x}{\sqrt {1-x^{2}}}}} |

## Povezanost s kompleksnom eksponencijalnom funkcijom
{\displaystyle e^{ix}=\cos(x)+i\sin(x)\,} Ovaj se izraz naziva Eulerova formula,
{\displaystyle e^{-ix}=\cos(-x)+i\sin(-x)=\cos(x)-i\sin(x)\,}
{\displaystyle e^{i\pi }=-1} Ovaj se izraz naziva Eulerov identitet,
{\displaystyle \cos(x)={\frac {e^{ix}+e^{-ix}}{2}}\;}
{\displaystyle \sin(x)={\frac {e^{ix}-e^{-ix}}{2i}}\;}
odnosno
{\displaystyle \operatorname {tg} (x)={\frac {e^{ix}-e^{-ix}}{i({e^{ix}+e^{-ix}})}}\;={\frac {\sin(x)}{\cos(x)}}}
gdje je {\displaystyle i^{2}=-1}.

## Povezanost s beskonačnim produktima
Pri rješavanju specijalnih funkcija, različite koristimo formule koje povezuju beskonačni produkt i trigonometrijske funkcije:
{\displaystyle \sin x=x\prod _{n=1}^{\infty }\left(1-{\frac {x^{2}}{\pi ^{2}n^{2}}}\right)}
{\displaystyle \sinh x=x\prod _{n=1}^{\infty }\left(1+{\frac {x^{2}}{\pi ^{2}n^{2}}}\right)}
{\displaystyle {\frac {\sin x}{x}}=\prod _{n=1}^{\infty }\cos \left({\frac {x}{2^{n}}}\right)}
{\displaystyle \cos x=\prod _{n=1}^{\infty }\left(1-{\frac {x^{2}}{\pi ^{2}(n-{\frac {1}{2}})^{2}}}\right)}
{\displaystyle \cosh x=\prod _{n=1}^{\infty }\left(1+{\frac {x^{2}}{\pi ^{2}(n-{\frac {1}{2}})^{2}}}\right)}
{\displaystyle |\sin x|={\frac {1}{2}}\prod _{n=0}^{\infty }{\sqrt[{2^{n+1}}]{\left|\operatorname {tg} \left(2^{n}x\right)\right|}}}

## Jednakosti bez varijabli
Jednakost bez varijabli
{\displaystyle \cos 20^{\circ }\cdot \cos 40^{\circ }\cdot \cos 80^{\circ }={\frac {1}{8}}}
je poseban slučaj jednakosti s jednom varijablom:
{\displaystyle \prod _{j=0}^{k-1}\cos(2^{j}x)={\frac {\sin(2^{k}x)}{2^{k}\sin(x)}}.}
Nadalje, također vrijedi da je 
{\displaystyle \sin 20^{\circ }\cdot \sin 40^{\circ }\cdot \sin 80^{\circ }={\frac {\sqrt {3}}{8}}.}
{\displaystyle \cos {\frac {\pi }{7}}\cos {\frac {2\pi }{7}}\cos {\frac {3\pi }{7}}={\frac {1}{8}},}
{\displaystyle \operatorname {tg} 50^{\circ }\cdot \operatorname {tg} 60^{\circ }\cdot \operatorname {tg} 70^{\circ }=\operatorname {tg} 80^{\circ }.}
{\displaystyle \cos 24^{\circ }+\cos 48^{\circ }+\cos 96^{\circ }+\cos 168^{\circ }={\frac {1}{2}}.}
{\displaystyle {\begin{aligned}&\cos \left({\frac {2\pi }{21}}\right)+\cos \left(2\cdot {\frac {2\pi }{21}}\right)+\cos \left(4\cdot {\frac {2\pi }{21}}\right)\\[10pt]&{}\qquad {}+\cos \left(5\cdot {\frac {2\pi }{21}}\right)+\cos \left(8\cdot {\frac {2\pi }{21}}\right)+\cos \left(10\cdot {\frac {2\pi }{21}}\right)={\frac {1}{2}}.\end{aligned}}}
Mnogo jednakosti ima osnovu u izrazima kao što su:
{\displaystyle \prod _{k=1}^{n-1}\sin \left({\frac {k\pi }{n}}\right)={\frac {n}{2^{n-1}}}}
i  
{\displaystyle \prod _{k=1}^{n-1}\cos \left({\frac {k\pi }{n}}\right)={\frac {\sin(\pi n/2)}{2^{n-1}}}}
Njihovom kombinacijom dobivamo:
{\displaystyle \prod _{k=1}^{n-1}\operatorname {tg} \left({\frac {k\pi }{n}}\right)={\frac {n}{\sin(\pi n/2)}}}
Ako je n neparan broj(n = 2m + 1) korištenjem simetrije dobivamo
{\displaystyle \prod _{k=1}^{m}\operatorname {tg} \left({\frac {k\pi }{2m+1}}\right)={\sqrt {2m+1}}}

### Određivanje brojaπ
{\displaystyle {\frac {\pi }{4}}=4\operatorname {arctg} {\frac {1}{5}}-\operatorname {arctg} {\frac {1}{239}}}
{\displaystyle {\frac {\pi }{4}}=5\operatorname {arctg} {\frac {1}{7}}+2\operatorname {arctg} {\frac {3}{79}}.}

### Mnemonički zapis za neke vrijednosti sinusa i kosinusa
{\displaystyle {\begin{matrix}\sin 0&=&\sin 0^{\circ }&=&{\sqrt {0}}/2&=&\cos 90^{\circ }&=&\cos \left({\frac {\pi }{2}}\right)\\\\\sin \left({\frac {\pi }{6}}\right)&=&\sin 30^{\circ }&=&{\sqrt {1}}/2&=&\cos 60^{\circ }&=&\cos \left({\frac {\pi }{3}}\right)\\\\\sin \left({\frac {\pi }{4}}\right)&=&\sin 45^{\circ }&=&{\sqrt {2}}/2&=&\cos 45^{\circ }&=&\cos \left({\frac {\pi }{4}}\right)\\\\\sin \left({\frac {\pi }{3}}\right)&=&\sin 60^{\circ }&=&{\sqrt {3}}/2&=&\cos 30^{\circ }&=&\cos \left({\frac {\pi }{6}}\right)\\\\\sin \left({\frac {\pi }{2}}\right)&=&\sin 90^{\circ }&=&{\sqrt {4}}/2&=&\cos 0^{\circ }&=&\cos 0\end{matrix}}}

### Zlatni rez φ
{\displaystyle \cos \left({\frac {\pi }{5}}\right)=\cos 36^{\circ }={{\sqrt {5}}+1 \over 4}={\frac {\varphi }{2}}}
{\displaystyle \sin \left({\frac {\pi }{10}}\right)=\sin 18^{\circ }={{\sqrt {5}}-1 \over 4}={\varphi -1 \over 2}={1 \over 2\varphi }}

### Euklidova jednakost
{\displaystyle \sin ^{2}(18^{\circ })+\sin ^{2}(30^{\circ })=\sin ^{2}(36^{\circ }).\,}

## Infinitezimalni račun

### Derivacije
Koristeći infinitezimalni račun, kutovi pri računanju moraju biti u radijanima. Derivacije trigonometrijskih funkcija mogu se odrediti pomoću dva limesa:
{\displaystyle \lim _{x\rightarrow 0}{\frac {\sin x}{x}}=1,}
{\displaystyle \lim _{x\rightarrow 0}{\frac {1-\cos x}{x}}=0,}
Deriviranjem trigonometrijskih funkcija dobivaju se sljedeće jednakosti i pravila:
{\displaystyle {\begin{aligned}{d \over dx}\sin x&=\cos x,&{d \over dx}\arcsin x&={1 \over {\sqrt {1-x^{2}}}}\\\\{d \over dx}\cos x&=-\sin x,&{d \over dx}\arccos x&={-1 \over {\sqrt {1-x^{2}}}}\\\\{d \over dx}\operatorname {tg} x&=\sec ^{2}x,&{d \over dx}\operatorname {arctg} x&={1 \over 1+x^{2}}\\\\{d \over dx}\operatorname {ctg} x&=-\csc ^{2}x,&{d \over dx}\operatorname {arcctg} x&={-1 \over 1+x^{2}}\\\\{d \over dx}\sec x&=\operatorname {tg} x\sec x,&{d \over dx}\operatorname {arcsec} x&={1 \over |x|{\sqrt {x^{2}-1}}}\\\\{d \over dx}\csc x&=-\csc x\operatorname {ctg} x,&{d \over dx}\operatorname {arccsc} x&={-1 \over |x|{\sqrt {x^{2}-1}}}\end{aligned}}}

### Integrali
{\displaystyle \int {\frac {du}{\sqrt {a^{2}-u^{2}}}}=\sin ^{-1}\left({\frac {u}{a}}\right)+C}
{\displaystyle \int {\frac {du}{a^{2}+u^{2}}}={\frac {1}{a}}\operatorname {tg} ^{-1}\left({\frac {u}{a}}\right)+C}
{\displaystyle \int {\frac {du}{u{\sqrt {u^{2}-a^{2}}}}}={\frac {1}{a}}\sec ^{-1}\left|{\frac {u}{a}}\right|+C}

## Eksponencijalne definicije trigonometrijskih funkcija
| Funkcija | Inverzna funkcija                                                                                             |
| --- | --- |
| {\displaystyle \sin \theta ={\frac {e^{i\theta }-e^{-i\theta }}{2i}}\,}                                           | {\displaystyle \arcsin x=-i\ln \left(ix+{\sqrt {1-x^{2}}}\right)\,}                                           |
| {\displaystyle \cos \theta ={\frac {e^{i\theta }+e^{-i\theta }}{2}}\,}                                            | {\displaystyle \arccos x=-i\ln \left(x+{\sqrt {x^{2}-1}}\right)\,}                                            |
| {\displaystyle \operatorname {tg} \theta ={\frac {e^{i\theta }-e^{-i\theta }}{i(e^{i\theta }+e^{-i\theta })}}\,}  | {\displaystyle \operatorname {arctg} x={\frac {i}{2}}\ln \left({\frac {i+x}{i-x}}\right)\,}                   |
| {\displaystyle \csc \theta ={\frac {2i}{e^{i\theta }-e^{-i\theta }}}\,}                                           | {\displaystyle \operatorname {arccsc} x=-i\ln \left({\tfrac {i}{x}}+{\sqrt {1-{\tfrac {1}{x^{2}}}}}\right)\,} |
| {\displaystyle \sec \theta ={\frac {2}{e^{i\theta }+e^{-i\theta }}}\,}                                            | {\displaystyle \operatorname {arcsec} x=-i\ln \left({\tfrac {1}{x}}+{\sqrt {1-{\tfrac {i}{x^{2}}}}}\right)\,} |
| {\displaystyle \operatorname {ctg} \theta ={\frac {i(e^{i\theta }+e^{-i\theta })}{e^{i\theta }-e^{-i\theta }}}\,} | {\displaystyle \operatorname {arcctg} x={\frac {i}{2}}\ln \left({\frac {x-i}{x+i}}\right)\,}                  |
| | |
| {\displaystyle \operatorname {cis} \,\theta =e^{i\theta }\,}                                                      | {\displaystyle \operatorname {arccis} \,x={\frac {\ln x}{i}}=-i\ln x=\operatorname {arg} \,x\,}               |

## Weierstrassova supstitucija
Ako je
{\displaystyle t=\operatorname {tg} \left({\frac {x}{2}}\right),}
tada vrijedi
{\displaystyle \sin(x)={\frac {2t}{1+t^{2}}}{\text{ i }}\cos(x)={\frac {1-t^{2}}{1+t^{2}}}{\text{ i }}e^{ix}={\frac {1+it}{1-it}}}
gdje je eix = cos(x) + i sin(x), što ponekad skraćeno pišemo kao  cis(x).